# Jewfimij Karski
Jewfimij (Jefim) Fiodorowicz Karski (ros. Евфимий (Ефим) Фёдорович Ка́рский, biał.  Яўхім Фёдаравіч Ка́рскі, Jauchim Fiodarawicz Karski, ur. 8 grudnia?/20 grudnia 1860 w Łaszy pod Grodnem, zm. 29 kwietnia 1931 w Leningradzie) – białoruski slawista, założyciel białoruskiego językoznawstwa i literaturoznawstwa, etnograf, folklorysta, paleograf, archeograf, bibliograf, pedagog. Rektor Cesarskiego Uniwersytetu Warszawskiego w latach 1905–1910.

## Życiorys
Jewfimij Karski urodził się w Łaszy pod Grodnem, 20 grudnia 1860 roku w rodzinie zubożałej szlachty białoruskiej, jako syn Teodora (Fiodara) Nowickiego i M. Karskiej. Z racji nieślubnego związku syn otrzymał nazwisko panieńskie matki. Przed 1880 rokiem Jewfimij Karski posłany został do prawosławnego Mińskiego Seminarium Duchownego, a po jego ukończeniu do Niżyńskiego Instytutu Filologicznego. Tu Karski, będąc uczniem sławnego Romana Fiodorowicza Brandta zainteresował się bliżej filologią słowiańską. W 1886 roku opublikował swą pierwszą, liczącą się w dorobku naukowym pracę: Głoski i formy białoruskiego narzecza.
W 1893 roku przeniósł się do Warszawy, gdzie rozpoczął pracę na Cesarskim Uniwersytecie Warszawskim i już po roku uzyskał tytuł profesora. Wykładał język staro-cerkiewno-słowiański. Kilka lat później został dziekanem wydziału filologiczno-historycznego. W Warszawie Karski opublikował dalsze prace: „Historia dźwięków i form białoruskiego narzecza” oraz „Pytania o zachodnio-rosyjskie odmiany języków”. W latach 1905–1917 Karski był redaktorem naczelnym najbardziej wówczas prestiżowego pisma filologicznego Русский филологический вестник (Russkij fiłołogiczeskij wiestnik).
W 1905 roku, w niespokojnym czasie rewolucji, polityka rosyjska wobec warszawskiej uczelni uległa pewnej modernizacji. Władze zgodziły się na to, by rektorem została osoba z wyboru, a nie z nominacji. 19 września 1905 roku Jewfimij Karski został wybrany na rektora Uniwersytetu Warszawskiego. W listopadzie 1906 roku uczelnia została zamknięta, po wznowieniu działalności w 1908 roku Karski został ponownie wybrany rektorem i pracował na tym stanowisku do 1911 roku.
Po opuszczeniu Warszawy w 1915 roku, został członkiem Petersburskiej Akademii Nauk. Do rewolucji październikowej miał zapewne stosunek niechętny lub co najmniej zachowawczy, jednak Rosji nie opuścił. W 1925 roku wstąpił do Akademii Nauk Związku Radzieckiego i w nowej komunistycznej rzeczywistości doczekał emerytury. Zmarł w Leningradzie w 1931 roku.
Jewfimij Karski jest na Białorusi postacią znaną i cenioną. W rodzinnej Łaszy urządzono mu izbę pamięci poświęconą „znanemu białoruskiemu lingwiście”.